# Джонсон, Митч
Митчелл Джонсон (англ. Mitchell Johnson; род. 29 ноября 1986, Сиэтл, Вашингтон) — американский баскетболист и тренер. В настоящее время главный тренер клуба НБА «Сан-Антонио Спёрс». Он заменил Грегга Поповича, который ушёл в отставку после 29 сезонов. Ранее он был временным главным тренером и помощником главного тренера в «Сан-Антонио», а также был помощником главного тренера «Остин Спёрс» с 2016 по 2019 года.

## Ранние годы
Джонсон родился в Сиэтле, штат Вашингтон, 29 ноября 1986 года. Он сын бывшего игрока НБА Джона Джонсона, который выиграл финал НБА 1979 года в составе «Сиэтл Суперсоникс», и Дженни Редман.

## Карьера в школе
С 2002 по 2005 года Джонсон играл за среднюю школу О’Ди под руководством тренера Фила Лампкина, где был капитаном команды. За время обучения в О'Ди он четыре раза входил в сборную конференции Metro, дважды - в сборную штата, был MVP турнира штата и MVP конференции Metro. В среднем он набирал 22 очка и делал 8 результативных передач в свой последний сезон и помог О'Ди выиграть два чемпионата штата.

## Карьера в колледже
Джонсон выступал за «Стэнфорд Кардинал» с 2005 по 2009 года .

### Сезон первокурсника (2005/2006)
Джонсон сыграл 30 игр в течение своего первого сезона, стартовав в 20 из них. Он дебютировал в игре против УК Ирвин 19 ноября 2005 года, в котором он сыграл 19 минут в качестве игрока запаса. В стартовом составе впервые вышел 31 декабря в матче против некорректный ISO-код «уск», где набрал шесть очков за 23 минуты игры. В течение своего первого сезона он записал на свой счет 98 результативных передач и 25 перехватов, что является вторым результатом в команде. Джонсон был выбран в качестве почетного упоминания в сборной новичков.

### Сезон второкурсника (2006/2007)
Во время второго сезона Джонсон сыграл 31 игру, из которых начал 20. Он записал на свой счет 103 результативные передачи, второй результат в команде, и лидировал в команде по перехватам (29). 19 декабря 2006 года Джонсон записал на свой счет рекордные 10 результативных передач в игре против «Фресно Стейт». 15 февраля 2007 года Джонсон записал на свой счёт 8 подборов в матче против «Орегон Стейт». Через день он набрал 12 очков в игре против «Орегона». 1 мартаДжонсон набрал 11 очков, 4 результативные передачи и 4 подбора в матче против «Аризона Стейт».

### Сезон третьекурсника (2007/2008)
В третьем сезоне Джонсон сыграл во всех 36 играх своей команды, выйдя в стартовом составе в 35. 10 ноября 2007 года он набрал 14 очков в матче против «Нортвестерн Стейт». 15 ноября, в игре вновь против «Нортвестерн», Джонсон набрал 11 очков, сделал 6 подборов и 7 передач. 3 января 2008 года он набрал 10 очков за 38 минут матча против УКЛА. 13 января в игре против «Орегона» Джонсон сделал девять подборов. 26 января набрал рекордные в карьере 16 очков, а также 5 подборов и 7 передач, выиграв у «Калифорнии». 24 февраля Джонсон набрал 11 очков и набрал 14 очков и шесть передач в матче против «Вашингтона». 13 марта Джонсон добился своего первого дабл-дабла в колледже, набрав 11 очков и 10 подборов в игре против «Аризоны». Во время турнира Pac—10 против УКЛА он набрал 7 очков, сделал 7 подборов и 5 передач. Во время турнира NCAA против «Маркетта» Джонсон набрал рекордные в карьере 16 передач, побив рекорд франшизы по передачам за игру. 28 марта набрал восемь передач против «Техаса».

### Сезон четверокурсника (2008/2009)
Джонсон начал все 32 игры, в которых он играл. 14 ноября 2008 года набрал 11 очков и 6 передач в победной игре против «Йеля». 20 декабря Джонсон повторил свои рекордные 16 очков в матче против «Нортвестерна». 23 декабря Джонсон набрал 14 очков в игре против «Санта-Клары», и спустя неделю снова набрал 14 очков 30 декабря против Хартфорда. 8 января 2009 года он набрал 10 очков в игре против «Вашингтона». 28 февраля Джонсон набрал 10 очков и 4 передачи против УСК. 5 марта он набрал 500-ю передачу в своей карьере, выиграв у «Аризона Стэйт». 12 марта Джонсон переместился на второе место в списке ассистентов «Стэнфорда», записав на свой счет 5 передач в матче против «Вашингтона».

## Профессиональная карьера
После ухода из «Стэнфорда» Джонсон не был выбран на драфте НБА 2009 года. 1 ноября 2009 года он присоединился к «Талса Сиксти Сиксерс». 16 декабря 2009 года Джонсон был отчислен. Джонсон профессионально играл в Джи-Лиге НБА и Европе в течение трёх лет, прежде чем решил заняться тренерской деятельностью.

## Карьера тренера

### Ранняя карьера
До того, как тренировать «Остин Спёрс», Джонсон был тренером-стажёром в Университете Сиэтла в 2011 году, тренером команды AAU в баскетбольной лиге Nike Elite Youth и ассистентом главного тренера команды Университета Портленда в сезоне 2015/2016.

### Остин Спёрс (2016—2019)
Джонсон начал свою тренерскую карьеру в НБА в качестве помощника тренера в «Остин Спёрс» в 2016 году. С клубом Джонсон выиграл Джи-лигу НБА в 2018 году.

### Сан-Антонио Спёрс (2019—настоящее время)
20 сентября 2019 года «Сан-Антонио Спёрс» наняли Джонсона в качестве помощника главного тренера Грегга Поповича. 12 ноября 2020 года «Спёрс» повысили его до должности штатного помощника тренера, где он заменил Тима Данкана. 15 мая 2021 года Джонсон был исполняющим обязанности главного тренера в проигранном матче против «Финикс Санз» (103:140), пока Попович наблюдал за включением Тима Данкана в Зал славы баскетбола. 2 марта 2023 года Джонсон снова был исполняющим обязанности в победной игре против «Индиана Пэйсерс» (110:99), поскольку Попович не мог тренировать из-за болезни. 2 ноября 2024 года Попович был отстранен от тренерской деятельности на неопределенный срок из-за проблем со здоровьем, которые, как в конечном итоге выяснилось, были инсультом, и Джонсон стал исполняющим обязанности главного тренера «Спёрс». Он начал свою деятельность 2 ноября в победной игре против «Миннесота Тимбервулвз» (113:103), будучи проинформирован за два с половиной часа до начала, что Попович не сможет тренировать из-за болезни. Это был третий раз, когда Джонсон исполнял обязанности временного главного тренера «Шпор». Джонсон исполнял обязанности главного тренера до конца сезона 2024/2025, поскольку Попович не смог заниматься тренерской деятельностью.
2 мая 2025 года Джонсон был назначен главным тренером «Спёрс» после решения Поповича уйти в отставку после 29 сезонов.

## Статистика как игрока

### Статистика в NCAA
| Сезон | Команда  | Conf   | Class | GP  | GS  | MPG  | FG%  | 3P%  | FT%  | RPG | APG | SPG | BPG | PPG |
| --- | -------- | ------ | ----- | --- | --- | ---- | ---- | ---- | ---- | --- | --- | --- | --- | --- |
| 2005/06 | Стэнфорд | Pac-10 | FR    | 30  | 20  | 22,5 | 31,4 | 28,3 | 77,4 | 2,0 | 3,3 | 0,8 | 0,1 | 3,4 |
| 2006/07 | Стэнфорд | Pac-10 | SO    | 31  | 20  | 23,5 | 35,6 | 32,1 | 82,1 | 2,8 | 3,3 | 0,9 | 0,0 | 4,3 |
| 2007/08 | Стэнфорд | Pac-10 | JR    | 36  | 35  | 31,5 | 42,1 | 38,8 | 64,4 | 4,3 | 5,2 | 0,8 | 0,1 | 6,7 |
| 2008/09 | Стэнфорд | Pac-10 | SR    | 32  | 32  | 29,1 | 42,0 | 36,8 | 69,8 | 2,5 | 4,5 | 1,2 | 0,1 | 6,6 |
| Всего | Всего    | Всего  | Всего | 129 | 107 | 26,9 | 38,8 | 34,9 | 70,8 | 3,0 | 4,1 | 0,9 | 0,1 | 5,3 |
| Наведите курсор мыши на аббревиатуры в заголовке таблицы, чтобы прочесть их расшифровку Статистика приведена с сайта sports-reference.com |          |        |       |     |     |      |      |      |      |     |     |     |     |     |

### Статистика в Джи-Лиге
| Сезон                                                                                    | Команда              | Регулярный сезон | Регулярный сезон | Регулярный сезон | Регулярный сезон | Регулярный сезон | Регулярный сезон | Регулярный сезон | Регулярный сезон | Регулярный сезон | Регулярный сезон | Регулярный сезон | Серия плей-офф | Серия плей-офф | Серия плей-офф | Серия плей-офф | Серия плей-офф | Серия плей-офф | Серия плей-офф | Серия плей-офф | Серия плей-офф | Серия плей-офф | Серия плей-офф |
| Сезон                                                                                    | Команда              | GP               | GS               | MPG              | FG%              | 3P%              | FT%              | RPG              | APG              | SPG              | BPG              | PPG              | GP             | GS             | MPG            | FG%            | 3P%            | FT%            | RPG            | APG            | SPG            | BPG            | PPG            |
| ---------------------------------------------------------------------------------------- | -------------------- | ---------------- | ---------------- | ---------------- | ---------------- | ---------------- | ---------------- | ---------------- | ---------------- | ---------------- | ---------------- | ---------------- | -------------- | -------------- | -------------- | -------------- | -------------- | -------------- | -------------- | -------------- | -------------- | -------------- | -------------- |
| 2009/10                                                                                  | Талса Сиксти Сиксерс | 7                | 0                | 8,6              | 15,4             | 0,0              | 75,0             | 0,9              | 1,0              | 0,1              | 0,0              | 1,4              | Не участвовал  | Не участвовал  | Не участвовал  | Не участвовал  | Не участвовал  | Не участвовал  | Не участвовал  | Не участвовал  | Не участвовал  | Не участвовал  | Не участвовал  |
|                                                                                          | Всего                | 7                | 0                | 8,6              | 15,4             | 0,0              | 75,0             | 0,9              | 1,0              | 0,1              | 0,0              | 1,4              | Не участвовал  | Не участвовал  | Не участвовал  | Не участвовал  | Не участвовал  | Не участвовал  | Не участвовал  | Не участвовал  | Не участвовал  | Не участвовал  | Не участвовал  |
| Наведите курсор мыши на аббревиатуры в заголовке таблицы, чтобы прочесть их расшифровку. |                      |                  |                  |                  |                  |                  |                  |                  |                  |                  |                  |                  |                |                |                |                |                |                |                |                |                |                |                |